# Ехтернах (кантон)
Ехтерна́х (Iechternach) — кантон в складі округу Гревенмахер герцогства Люксембург.

## Адміністративний поділ

### Комуни
Кантон включає в себе 8 комун:
| Комуна     | Площа, км² | Населення, осіб | Рік  | Центр       | Поселення |
| ---------- | ---------- | --------------- | ---- | ----------- | --------- |
| Бердорф    | 21,93      | 1513            | 2006 | Бердорф     | 3         |
| Бофор      | 13,74      | 1551            | 2001 | Бофор       | 3         |
| Бех        | 23,31      | 985             | 2006 | Бех         | 6         |
| Вальбілліг | 23,28      | 1137            | 2001 | Вальдбілліг | 4         |
| Ехтернах   | 20,49      | 5450            | 2009 | Ехтернах    | 1         |
| Консдорф   | 25,72      | 1748            | 2008 | Консдорф    | 3         |
| Момпах     | 27,58      | 1013            | 2005 | Момпах      | 6         |
| Роспор     | 29,49      | 1851            | 2006 | Роспор      | 7         |

### Населені пункти

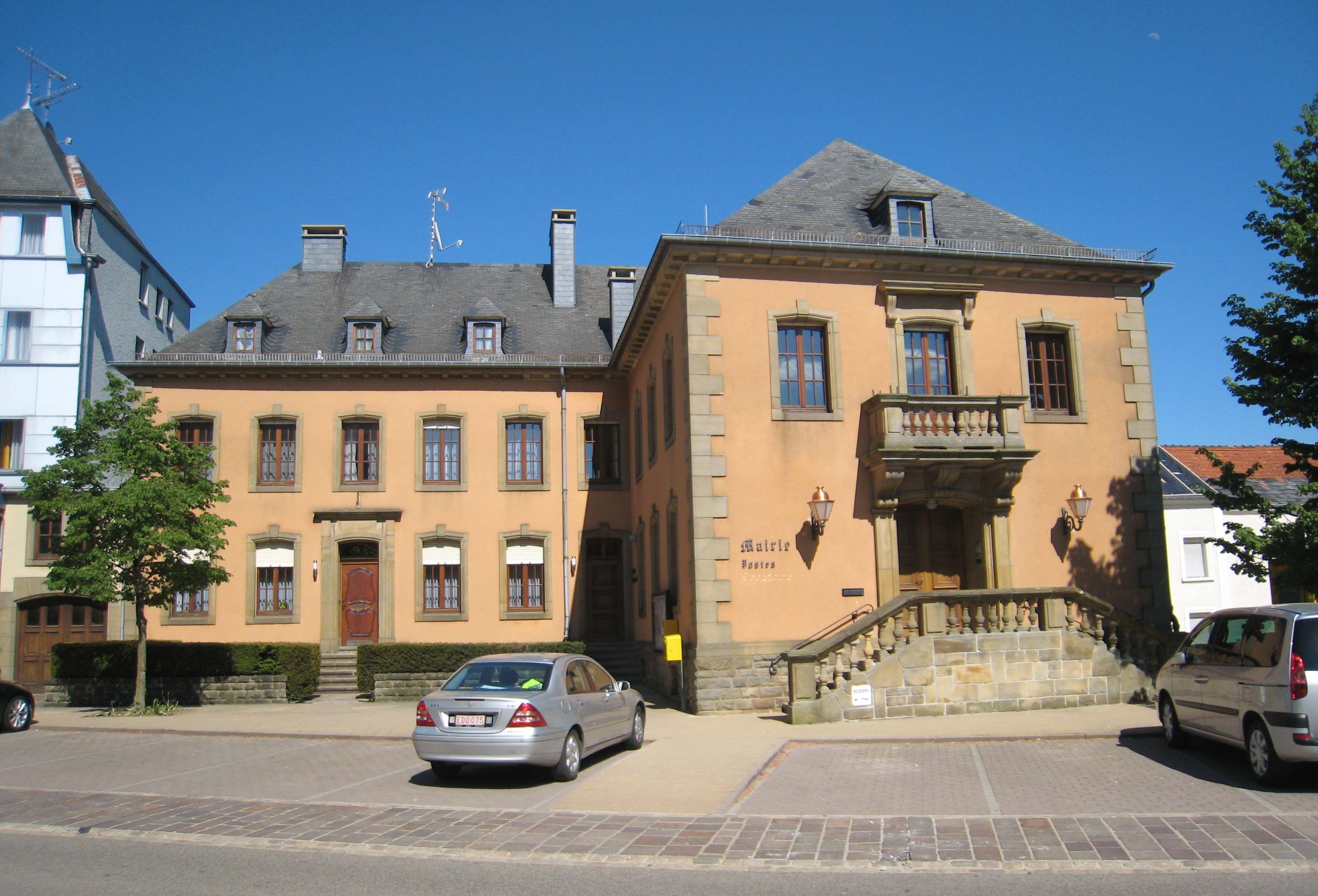
Бердфорд

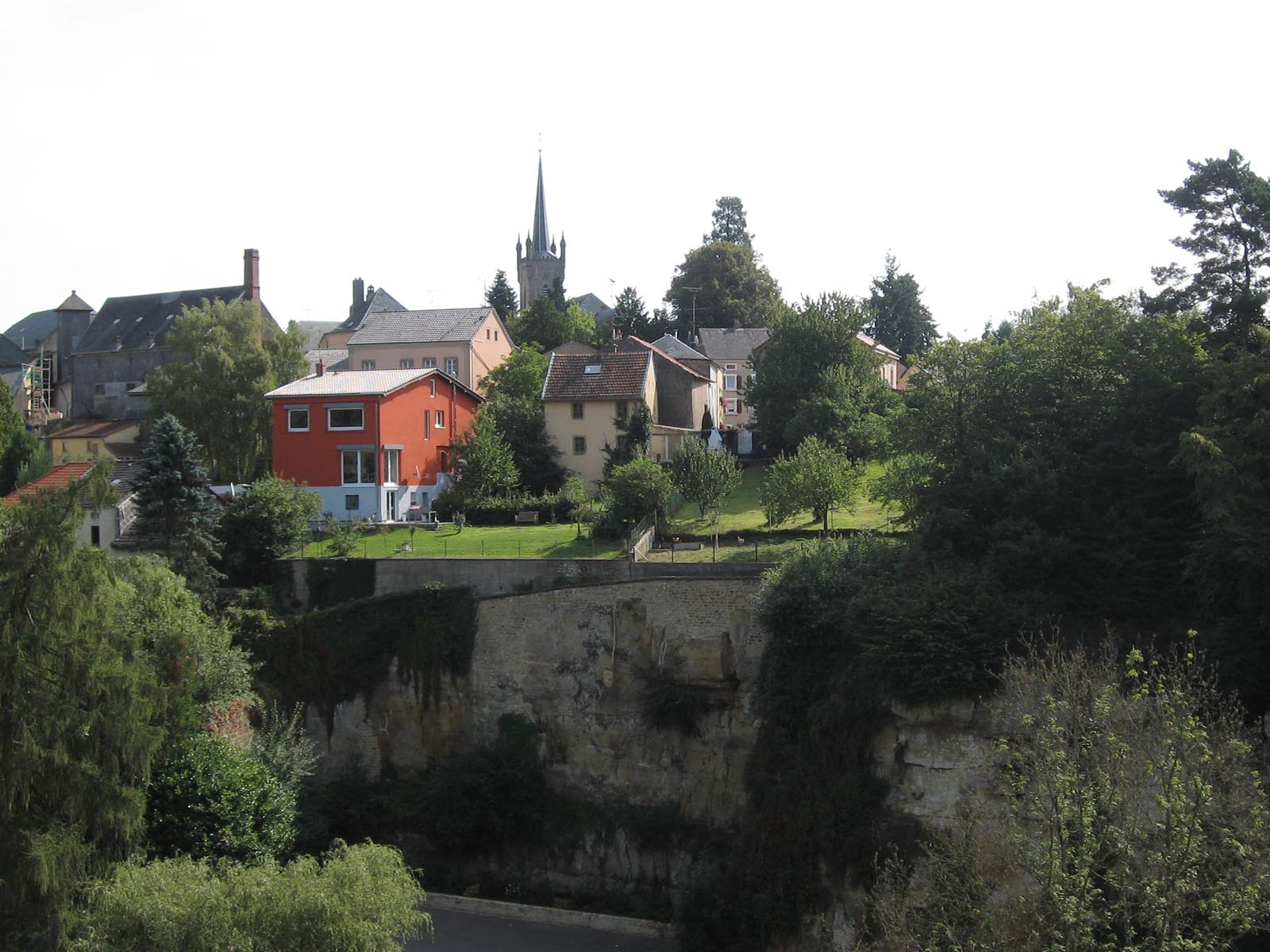
Бофор

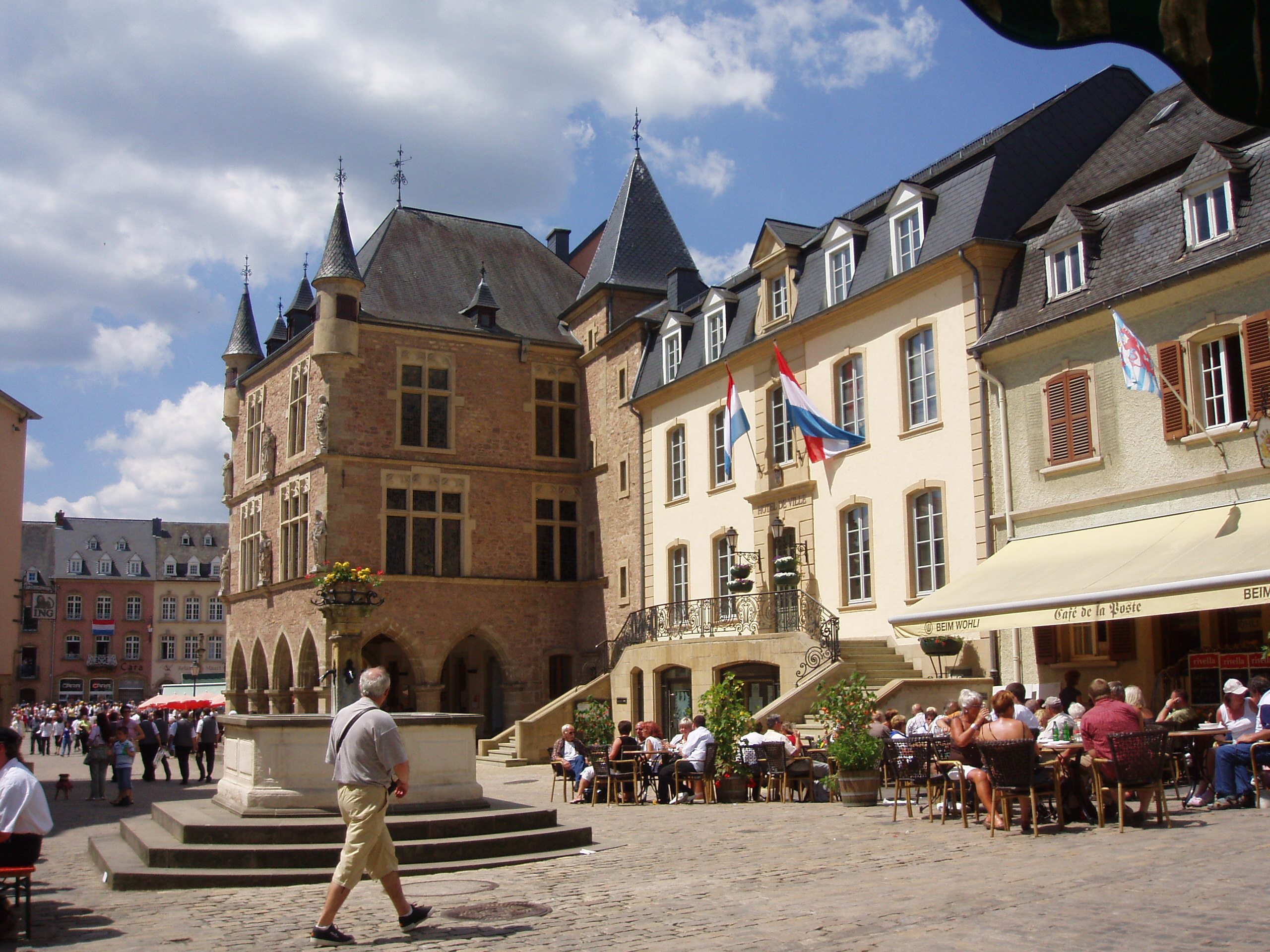
Ехтернах

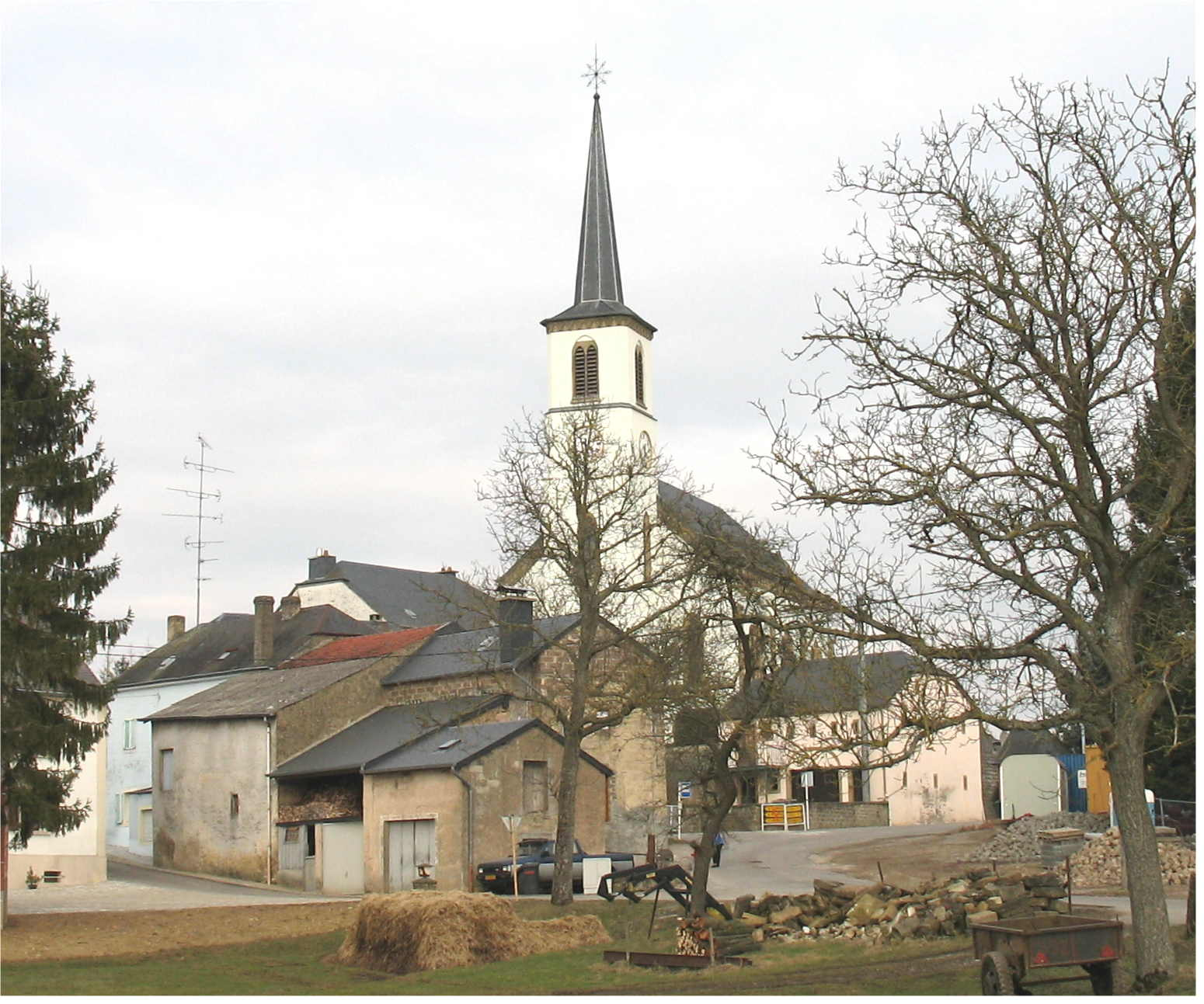
Хемсталь

Нижче подано всі населені пункти кантону за комунами:
- Комуна Бердорф
  - Бердорф
  - Боллендорф-Понт
  - Вейлербах
- Комуна Бофор
  - Бофор
  - Грундхоф
  - Діллінген
- Комуна Бех
  - Альтрієр
  - Бех
  - Зіттіг
  - Ріппіг
  - Хемсталь
  - Херсберг
- Комуна Вальдбілліг
  - Вальдбілліг
  - Фрекейсен
  - Халлер
  - Хрістнах
- Комуна Ехтернах
  - Ехтернах
- Комуна Консдорф
  - Брейдвейлер
  - Консдорф
  - Шейдген
- Комуна Момпах
  - Борн
  - Бурсдорф
  - Гівеніх
  - Мерсдорф
  - Момпах
  - Херборн
- Комуна Роспор
  - Діквейлер
  - Гірст
  - Гірстерклаус
  - Освейлер
  - Роспор
  - Хінкель
  - Штейнхейм

### Найбільші міста
Населені пункти, які мають населення понад 1 тисячу осіб:
| Населений пункт | Населення, осіб | Рік  | Комуна   |
| --------------- | --------------- | ---- | -------- |
| Ехтернах        | 5450            | 2009 | Ехтернах |
| Бофор           | 1366            | 2001 | Бофор    |
| Консдорф        | 1200            | 2001 | Консдорф |

## Демографія
Динаміка чисельності населення